# Drummondita rubroviridis
Drummondita rubroviridis är en vinruteväxtart som beskrevs av R.A.Meissn.. Drummondita rubroviridis ingår i släktet Drummondita och familjen vinruteväxter. Inga underarter finns listade i Catalogue of Life.